# Али Хейз
Али Хейз (на английски: Allie Haze) е американска порнографска актриса.

## Ранен живот
Родена е на 10 май 1987 г. в малък град в окръг Сан Бернардино, щата Калифорния, САЩ. Тя е от холандски и испански произход.
В ранните си години се изявява като модел, участва в конкурси по красота и играе в театър. В гимназията е мажоретка. Твърди, че по това време е била лесбийка. По-късно се обучава за ветеринарен техник и за пожарникар, но се насочва към работа като гол модел.

## Кариера

### Порнография
Кариерата на Хейз като изпълнителка и актриса в порнографската индустрия започва през 2009 г., когато тя е на 22-годишна възраст.
През май 2011 г. подписва ексклузивен договор с компанията „Вивид Ентъртейнмънт“. Тя става първото ново момиче на „Вивид“, след като преди това няколко години компанията не сключва нови договори с изпълнителки. Първият ѝ филм за „Вивид“, след сключването на договора, е „Али Хейз: истински секс“, в който прави първите си сцени с еякулация във вагината и генгбенг. В „Allie Haze Is Blackmaled“ се снима за първи път в сцена с междурасов секс.
Прави дебютната си роля в пародия като момиче на „Вивид“, играейки Принцеса Лея в „Междузвездни войни ХХХ“ на Аксел Браун.
Включена е в списъците за 2012 г. и 2013 г. на „Мръсната дузина: най-популярните звезди в порното“ на телевизионния канал CNBC.
Избрана е за любимка на месец януари 2014 г. на американското издание на списание Пентхаус.
Първата си сцена с анален секс прави във филма „Али“ (Hard X, 2014 г.).

### Мейнстрийм
През 2011 г. Хейз е избрана да играе ролята на популярния френски еротичен образ „Емануел“ в девет филма на HBO. Същата година посещава 64-тото издание на Международния филмов фестивал на Кан във Франция, където е представена като новата „Емануел“. Френското списание „Le Nouvel Observateur“ определя американската порноактриса като наследницата на Марсела Валерстейн и Силвия Кристел. Хейз участва във филмите за „Емануел“ с псевдонима си, с който се снима в игралното кино – Британи Джой.
Участва в документалния филм „Aroused“ (2013 г.) за живота на 16 от най-популярните порнографски филмови актриси.

## Обществена дейност
Хейз заедно с Частити Лин и Шанел Престън се обявяват против Рик Санторум – кандидат в първичните избори на Републиканската партия, които трябва да излъчат кандидата за президентските избори в САЩ през 2012 г. Те се снимат в специално видео, в което критикуват идеите и виждането на Санторум за порнографията.
През 2013 г. Хейз, порноактьора Рон Джереми и президента на „Вивид“ Стивън Хирш участват в дискусия за порнографската филмова индустрия в училището по кино изкуство към Южния калифорнийски университет.
През 2014 г. участва като част от отбора на „Уикед Пикчърс“ в ежегодното в благотворителното шествие в Лос Анджелис за набиране на финансови средства за борба с ХИВ вируса и синдрома на придобитата имунна недостатъчност.

## Личен живот
На 18-годишна възраст се омъжва, но бракът ѝ продължава две години, след което се развежда.

## Награди и номинации
Носителка на награди
- 2011: XRCO награда за нова звезда.[7][23]
- 2011: NightMoves награда за най-добра нова звезда (избор на феновете).[24]
- 2011: TLA Raw награда за най-добра нова жена.[25]
- 2012: XRCO награда за Cream Dream.[26][27]
- 2012: TLA Raw награда за жена изпълнител на годината.[28]
- 2013: XBIZ награда за най-добра актриса – пародия – „Междузвездни войни ХХХ“.[29]
- 2014: XCritic награда за най-добра актриса в пародия – „Чиновници ХХХ“.[30]

Номинации
- 2010: Номинация за CAVR награда за звездица на годината.[31]
- 2011: Номинация за AVN награда за най-добра нова звезда.[32]
- 2011: Номинация за XBIZ награда за нова звезда на годината.[33]
- 2012: Номинация за AVN награда за изпълнителка на годината.[34]
- 2012: Номинация за AVN награда за най-добра актриса – „Изгубено и намерено“.[8][34]
- 2012: Номинация за AVN награда за Crossover звезда на годината.[34]
- 2012: Номинация за AVN награда за най-добро закачливо изпълнение.[34]
- 2012: Номинация за AVN награда за най-добра орална секс сцена (с Кагни Лин Картър и Бриан Бенсън) – „American Cocksucking Sluts“.[34]
- 2012: Номинация за NightMoves награда за най-добра жена изпълнител.[35]
- 2013: Номинация за AVN награда за изпълнителка на годината.[36][37]
- 2013: Номинация за AVN награда за най-добра актриса – „Междузвездни войни ХХХ“.[36][37]
- 2013: Номинация за AVN награда за най-добра групова секс сцена само с момичета (с Лекси Бел и Ела Милано) – „Али Хейз: истински секс“.[36][37]
- 2013: Номинация за AVN награда за най-добра орална секс сцена – „Междузвездни войни ХХХ“.[36][37]
- 2013: Номинация за XRCO награда за оргазмен оралист.[38]
- 2013: Номинация за Exxxotica Fannys награда за най-ценна вагина (изпълнителка на годината).[39]
- 2013: Номинация за NightMoves награда за най-добра жена изпълнител.[40]
- 2014: Номинация за AVN награда за изпълнителка на годината.[41]
- 2014: Номинация за XRCO награда за най-добра актриса – „Чиновници ХХХ“.[42]